# Eufrazije
Eufrazije (lat. Euphrasius i Eufrasius, grč. Εὐφρασίος), porečki biskup (Trakija, kraj V. ili poč. VI.st. – ? Poreč, oko 560.). 
O njegovu životu ima malo povijesnim podataka. Porečkim je biskupom postao oko 540., nakon bizantskoga osvojenja Istre, kao predstavnik Justinijanove crkvene politike. Na mjestu starije i trošne crkve iz V.st. podignuo je velebnu baziliku, po njemu nazvanu Eufrazijanom (na njezinu je apsidalnom mozaiku prikazan, uz ostalo, i njegov lik). Prema mišljenju većine crkvenih povjesničara, nije bio u zajedništvu s papom. U vrijeme previranja u Crkvi oko tumačenja Kristove naravi stao je na stranu biskupa koji nisu prihvatili naizgled kompromisne zaključke II. carigradskoga sabora iz 554. (tzv. spor Triju poglavlja), što ih je potvrdio papa Vigilije. Zapadnokršćanski biskupi ubrzo su se počeli vraćati u zajedništvo Crkve, a u raskolu su najduže ustrajali biskupi Istarske, tj. Akvilejske crkve (istarski raskol), među kojima se on posebno isticao. O tome svjedoče pisma pape Pelagija I. (556. – 561.) upućena ravenskom egzarhu Narzetu, u kojima papa poziva egzarha da neposlušne istarske biskupe i silom privede jedinstvu Crkve, a posebno spominje Eufrazijeva »nedjela« te navodi kako se ne može dopustiti da se taj »začetnik zla«, »najveći uljez Akvilejske crkve«, »shizmatik«, zadrži u biskupskoj časti. U arhivu Porečke biskupije čuva se isprava Privilegium Eufrasianum, prema kojoj Eufrazije na sastanku crkvenih dostojanstvenika 543. uređuje pitanje crkvene desetine u biskupiji. Stručnjaci drže da je temeljni sadržaj isprave autentičan, ali je u XIII. st. i poslije donekle prepravljan.